# Haloci, Bârzula
Haloci (în ucraineană Галочі) este un sat în comuna Ocna din raionul Bârzula, regiunea Odesa, Ucraina.

## Demografie
Componența lingvistică a localității Haloci
     Ucraineană (66,67%)
     Română (33,33%)
Conform recensământului din 2001, majoritatea populației localității Haloci era vorbitoare de ucraineană (66,67%), existând în minoritate și vorbitori de română (33,33%).

## Vezi și
- Românii de la est de Nistru